# 2006年意大利足球醜聞
2006年意大利足球醜聞，常又稱為電話門，是指在2006年5月、即世界杯开赛前，意大利足球甲级联赛爆出當地球壇近26年來巨大的足球醜聞。意甲冠军尤文图斯涉嫌安排有利於己方的裁判，操纵比赛结果。其後AC米兰、佛罗伦萨、拉齐奥和里賈納四支球队也被指涉嫌造假。
該醜聞深深影響意甲至今，大量明星出走外加經濟不景氣使意甲水準出現下滑。

## 事件經過
意大利的報章於2006年5月公開都靈檢察官的一份有關尤文图斯前總監莫吉與義大利足總高層的電話記錄，指莫吉涉嫌操控04/05年球季多場球賽的球證人選，意圖影響比賽的賽果，被當地的檢察當局竊聽，因而爆出了轟動一時的意甲醜聞案。其後當局又指另三家意甲球會也涉嫌造假，包括AC米兰、佛罗伦萨以及拉齐奥。再之後也有一家球會證實造假，是為里賈納。
及後意大利足總主席及副主席先後辭職，其後整個尤文图斯董事局全體成員集體請辭，主帅卡佩罗稍後亦宣佈離開球隊。
意大利羅馬體育法庭於2006年世界盃期間，就有關醜聞展開審訊，原本於世界盃決賽前會有判決，但案件的宣判日期因意大利國家隊奪得世界盃冠軍而一拖再拖。

## 審訊判決
義大利羅馬體育法庭於2006年7月14日就審訊作出判決，而四家義甲球會可於判決宣判後3天內提出上訴。

### 尤文图斯
- 取消04/05及05/06賽季的聯賽冠軍，因而失去參加歐洲賽事資格
- 06/07賽季降入乙組参赛
- 06/07賽季先預扣30分 (其後上訴得直減至9分)
- 莫吉及前負責人安东尼奥·吉拉乌多5年內不得參與足球相關的事務
- 罰款8萬歐元

### AC米兰
- 05/06賽季積分處罰扣分50%（44分）
- 06/07賽季可以留在甲組参赛但先預扣15分
- 裁判事务专员莱昂纳多·梅阿尼3年半內不得參與與足球相關的事務
- 罰款3萬歐元

### 佛罗伦萨
- 06/07賽季降入乙組作賽
- 06/07賽季先預扣12分
- 主席安德烈亚·德拉瓦雷及榮譽主席迭戈·德拉瓦莱分別3年半內及4年內不得參與與足球相關的事務
- 罰款5萬歐元

### 拉齐奥
- 06/07賽季降入乙組作賽
- 06/07賽季先預扣7分
- 主席克劳迪奥-罗蒂托3年內不得參與與足球相關的事務
- 罰款4萬歐元

### 雷吉纳
- 06/07賽季可以留在甲組作賽但先預扣15分

### 其他
- 意大利足總主席弗兰克·卡拉罗及副主席尹诺森佐·马吉尼分別4年半內及5年內不得參與與足球相關的事務
- 意大利裁判委员会裁判指派员保罗·贝尔加莫不足以审判；皮耶尔卢易吉·帕伊雷托及主席图利奥·拉内斯2年半内不得参与足球相关事务；国家A/B级联赛裁判委员会副主席吉纳罗·马泽伊1年内不得参与足球相关事务；观察员皮耶特罗·因加尔吉奥拉警告处分
- 马西莫·德桑蒂斯及詹卢卡·帕帕莱斯塔分別4年半内及3個月内不得参与足球相关事务；帕斯夸莱·罗多蒙蒂、詹卢卡·洛奇、保罗·塔利亚文托因证据不足宣告无罪
- 克劳迪奥·普利斯及法布里吉奥·巴比尼1年内不得参与足球相关事务

## 上訴判決
四家意甲球會分別提出上訴，意大利羅馬體育法庭就他們的上訴於2006年7月25日作出最終裁決。

### 尤文图斯
因法庭認為電話錄音的可信性受到質疑，且指控受操控球賽全在04/05球季，上訴後獲得較輕的刑罰：
- 維持06/07賽季降入乙組参赛、剥夺04/05及05/06兩屆聯賽冠軍及禁止出席06/07賽季的歐洲比賽的判決
- 06/07賽季預扣分數由30分降至17分
- 罰款提升至12萬歐元
- 3場主場賽事閉門作賽

### AC米兰
因法庭認為電話錄音中副會長阿德里亚诺·加里亚尼並沒有講話，而裁判事务专员莱昂纳多·梅阿尼則不是受AC米蘭主使，上訴後獲得較輕的刑罰：
- 維持06/07賽季留在甲組作賽的判決
- 來季可以參加歐洲賽事
- 將05/06賽季積分由原來被扣的44分減至30分
- 將06/07賽季先預扣的分數由15分降至8分
- 罰款提升至10萬歐元
- 1場主場賽事閉門作賽

### 佛罗伦萨
因在電話錄音中主席安德烈亚·德拉瓦雷並沒有提及球證安排，上訴後獲得較輕的刑罰：
- 改為06/07賽季可留在甲組作賽
- 將06/07賽季先預扣分數由12分升至19分
- 罰款提升至10萬歐元
- 2場主場賽事閉門作賽

### 拉齐奥
因在電話錄音中意大利足總主席弗兰克·卡拉罗只是說「我們不能犯錯」，而受影響的球賽球證不在起訴名單內，拉齐奥未有明顯的獲益，上訴後獲得較輕的刑罰：
- 改為06/07賽季可留在甲組作賽
- 將06/07賽季先預扣分數由7分升至11分
- 罰款提升至10萬歐元
- 2場主場賽事閉門作賽

## 最後判決
2006年10月29日，義大利体育仲裁法庭公布了上诉裁定的最终判决结果。

### 尤文图斯
因法庭認為電話錄音的可信性受到質疑，且指控受操控球賽全在04/05球季，上訴後獲得較輕的刑罰：
- 維持06/07賽季降入乙組参赛、剥夺04/05及05/06兩屆聯賽冠軍及禁止出席06/07賽季的歐洲比賽的判決
- 06/07賽季預扣分數由17分降至9分

### AC米兰
維持原判

### 拉齐奥
因在電話錄音中意大利足總主席弗兰克·卡拉罗只是說「我們不能犯錯」，而受影響的球賽球證不在起訴名單內，拉齐奥未有明顯的獲益，上訴後獲得較輕的刑罰：
- 將06/07賽季先預扣分數由11分降至3分

### 佛罗伦萨
因在電話錄音中主席安德烈亚·德拉瓦雷並沒有提及球證安排，上訴後獲得較輕的刑罰：
- 將06/07賽季先預扣分數由19分降至15分

### 雷吉纳
- 將06/07賽季先預扣分數由15分降至11分

## 乙組联賽
以下數支球隊因“电话门”事件被罰在2006/2007球季扣分：
- 泰利斯天拿

06/07賽季可以留在乙組作賽但先預扣1分
- 阿雷素

06/07賽季可以留在乙組作賽但先預扣6分

## 影響
這次聯賽醜聞對義大利球壇形象造成嚴重損害，之前義甲各球會已先後被揭發財政不健全，部分球會破產、球員欠薪等事件。這次再爆出醜聞，令義大利球壇形象和实力進一步受到損害，大量巨星離開義大利轉投其他國家球會效力。同時義甲在歐洲球壇領導地位亦宣告失去，轉而落在西甲和英超手上。流失大量球星外加財政不健全，令意甲淪為二流聯賽。單在醜聞後首賽季（2006-07），便有調查顯示意甲聯賽球員平均年薪銳減至2000年水準，意乙球員薪金更倒退至90年代水準。
由於受到醜聞的影響，原定於2006年8月27日舉行的06/07甲組賽季，須押後至2006年9月10日，最後一場賽事於2007年6月10日舉行。而乙組賽季須延至2006年9月9日開始，及於2007年5月27日完成。
事件令到意甲的整體水準有所減退，但卻令國際米蘭於未來數年在義甲聯賽獨大，加上2005-06年球季從祖雲達斯手上褫奪過來的義甲冠軍，國際米蘭從06-10年五年間五奪義甲冠軍，並於2009-10年成為意甲，義大利杯和欧洲冠军杯的三冠王。

## 歐洲賽參賽名單
作出判決後，原定可以參加下屆歐冠及歐洲足協盃的他們被判禁止參加來屆所有歐洲賽事，但AC米蘭在稍後上訴獲得減刑，並且得以參加來屆歐冠第三圈外圍賽。其參賽資格由以下球隊取代：
| 歐洲聯賽冠軍盃           | 歐洲聯賽冠軍盃 | 歐洲聯賽冠軍盃           |
| “电话门”案判決前參賽名額 | 晉級階段       | “电话门”案判決後參賽名額 |
| ------------------------ | -------------- | ------------------------ |
| 祖雲達斯                 | 分組賽         | 國際米蘭                 |
| AC米蘭                   | 分組賽         | 羅馬                     |
| 費倫天拿                 | 外圍賽第二圈   | AC米兰                   |
| 國際米蘭                 | 外圍賽第二圈   | 基爾禾                   |
| 歐洲足協盃               |                |                          |
| 羅馬                     | 第一圈         | 巴勒莫                   |
| 基爾禾                   | 第一圈         | 利禾奴                   |
| 拉素                     | 第一圈         | 帕爾瑪                   |

## 爭議
一般華文傳媒用“假球案”稱呼此事實為極大謬誤。因為至今為止仍沒有發現於04-06年期間有任何操縱比賽结果（即所謂打假球）的情況出現，包括被罰降班的尤文圖斯有關的比賽。尤文圖斯受FIGC指控的是“違反公平競爭”的條例。
於2010年4月20日拿坡里刑事法庭上，莫吉的辯護律師團上交了3000條先前未曾暴光的錄音，其中更有現任國際米蘭主席莫拉堤及已故前主席范察堤與球證指派員貝爾加莫的錄音。同日拿坡里法庭亦接受了此批錄音作為呈堂證供。因此為何06年時與國際米蘭有關的錄音沒有被調查成為了一大爭議。甚至有認為將06年冠軍判給國際米蘭， 以及06年對尤文圖斯的處罰是錯誤。
同年尤文圖斯主席安德魯·阿涅尼決定向FIGC就06年的冠軍上訴，於2011年7月FIGC駁回上訴，維持06年意甲冠軍仍由國際米蘭擁有。尤文圖斯決定上訴。
2011年7月4日，FIGC調查員柏茲尼指控國際米蘭、AC米蘭及里賈納曾參與操縱賽果。

## 引用
1. ↑  .   [2010-07-31]. （原始内容存档于2016-03-04）.
2. ↑  .   [2010-07-31]. （原始内容存档于2016-03-04）.
3. ↑  .   [2010-07-31]. （原始内容存档于2016-03-04）.
4. ↑  .   [2011-07-23]. （原始内容存档于2010-06-10）.
5. ↑  .   [2011-07-23]. （原始内容存档于2010-04-26）.
6. ↑  .   [2011-07-23]. （原始内容存档于2011-07-16）.
7. ↑  .   [2011-07-23]. （原始内容存档于2012-08-01）.
8. ↑  .   [2011-07-23]. （原始内容存档于2010-04-11）.
9. ↑  .   [2011-07-23]. （原始内容存档于2011-01-29）.
10. ↑  .   [2011-07-23]. （原始内容存档于2010-10-13）.
11. ↑  .   [2011-07-23]. （原始内容存档于2011-07-22）.
12. ↑  .   [2011-07-23]. （原始内容存档于2011-07-22）.
13. ↑  .   [2011-07-23]. （原始内容存档于2011-07-08）.